# First 300 Spirit
Le First 300 Spirit est une classe de voilier de course-croisière de 30 pieds de la gamme des First, conçue par les architectes Jean-Marie Finot et Pascal Conq et fabriqué par Bénéteau.
Produit entre 1994 et 1997, le First 300 Spirit a été remplacé par le First 31.7 dans la catégorie course-croisière de la gamme.

## Description
Lancé en 1994, c’est un voilier à quille à bulle grée en sloop fractionné, rapide, même par petit temps : il se déhale à partir de force 2. C’est un bateau raide à la toile et peu coûteux à l’entretien.
D'une longueur de 9,05 m, il possède un tirant d'eau de 1,82 m et un déplacement de 3,05 t,. Un moteur auxiliaire  diesel de 19 chevaux, permet une vitesse au moteur de 6 nœuds, à la voile, cette vitesse peut être plus importante.